# Николаити
Николаити(грч. Νικολαιτης) - су били ранохришћанска јеретичка секта, настала током формирања првих хришћанских заједница у 1. веку у Азији.
У Новом завету, у књизи Откривења, свети апостол Јован позивајући се на цркве (Откривење 1: 1) смештене у Азији (на територији модерне Турске), оспорава пергамонску цркву, указујући на науке николаита, којих се неки од његових чланова придржавају. Откровење ’и међу онима који су себе називали верујућима налазило се много развратника - николаита који су зао коров потајно засејали међу жито’ (2:15)
Друго директно помињање николаита налази се у истом поглављу, упућеном Ефешкој цркви. ’Али ово имаш што мрзиш дела николаита, која и ја мрзим.’ (Откровење 2: 6)
Према неким предањима, ову учење долази од Николе Антиохијског, који је од дванаест апостола био изабран за служење у Јерусалимској цркви одговорној за дистрибуцију хране (Дела 6: 3-6). „Обраћен је од пагана“, односно није био Јеврејин. Иринеј Лионски указује на њега као на претка николитског учења, што подразумева његов пад и удаљавање од Бога .

## Остали николаити
Под тим именом је позната и мала секта у Чешкој, коју је основао сељак у месту Власеник, по имену николаити, око 1417. године. Она је учила да је црква изгубила првобитни смисао, и поред Библије, признала је само још једно божанско откривење које су директно добили појединци из своје средине. Покрет је постојао и током 17. века. 1676. године објавили су  своју Исповест вере.

## Николаити из Холандије и Енглеске
Цар Хенрик IV Пјаст био је члан николаитске секте. Иако се култ сматрао тајним, многи су знали за службу "црних миса", али то није изазвало реакције код западних Европљана. Управо је с царем Хенриком IV кијевски принц Всеволод склопио савез, допуњујући га династичким браком са својом кћерком Еуфраксијом Всеволодовном. 